# Hoëdic
Hoëdic is een gemeente en eiland in het Franse departement Morbihan (regio Bretagne) en telt 119 inwoners (2009). De plaats maakt deel uit van het arrondissement Lorient. "Hoëdic" is de officiële schrijfwijze, maar etymologisch juister zou zijn: Hœdic, een schrijfwijze die wel gebruikt wordt voor het eiland waarop de gemeente ligt. De Bretonse naam voor het eiland en de gemeente is Edig.

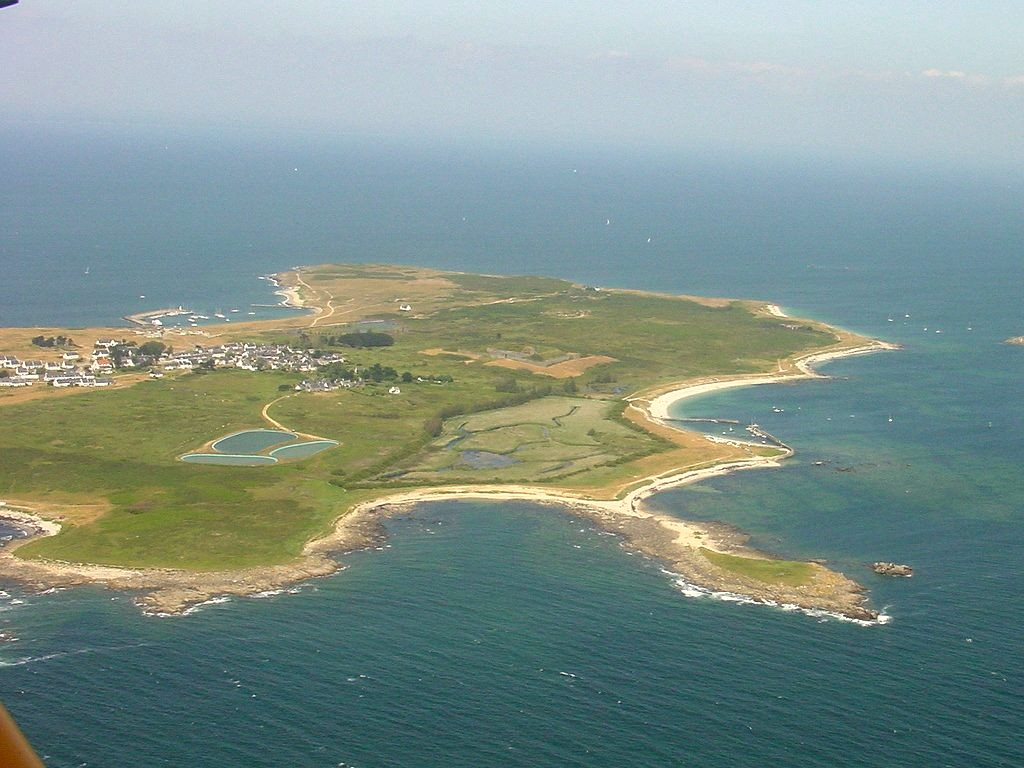
Zicht op Hoëdic

## Geografie
De oppervlakte van Hœdic bedraagt 2,1 km², de bevolkingsdichtheid is dus 56,7 inwoners per km².
De onderstaande kaart toont de ligging van Hoëdic met de belangrijkste infrastructuur en aangrenzende gemeenten.

## Demografie
Onderstaande figuur toont het verloop van het inwonertal (bron: INSEE-tellingen).